# Vallby kyrka, Södermanland
Vallby kyrka är en vacker vit stenkyrka, lantligt belägen mellan Torshälla och Sundbyholm. Kyrkan hör till Kafjärdens församling och ligger i Eskilstuna kommun.
Nuvarande kyrkobyggnad av sten uppfördes på toppen av en grusås tidigt på 1100-talet. Man tror att den föregicks av ett träkapell. På 1300-talet byggdes kyrkan ut. Långhuset förlängdes då åt öster. Gamla koret revs och ett nytt kor byggdes.
Kyrkans äldsta inventarium är en dopfunt från 1100-talet. På dopfunten ligger ett mässingsfat från 1943.
År 1882 införskaffades ett förgyllt altarkors. Därefter lades altarskåpet från 1400-talet till de fattigas vedförråd.

## Orgel
- 1862 flyttades en orgel hit från Helgarö kyrka. Den var byggd på 1750-talet av Jonas Gren och Petter Stråhle, Stockholm och hade 7 stämmor och en manual.[2]
- Den nuvarande orgeln byggdes 1909 av E A Setterquist & Son, Örebro. Orgeln omdisponerades 1965 av E A Setterquist & Son, Örebro. Orgeln är mekanisk med pneumatiska lådor.[2]

| Manual        | Pedal      | Koppel     |  |
| Borduna 16’   | Subbas 16’ | Man/Ped    |  |
| Principal 8'  |            | Man 4'/Man |  |
| Rörflöjt 8'   |            |            |  |
| Salicional 8' |            |            |  |
| Octava 4'     |            |            |  |
| Kvinta 2 2⁄3' |            |            |  |
| Octava 2'     |            |            |  |
| Mixtur 3 chor |            |            |  |

## Galleri

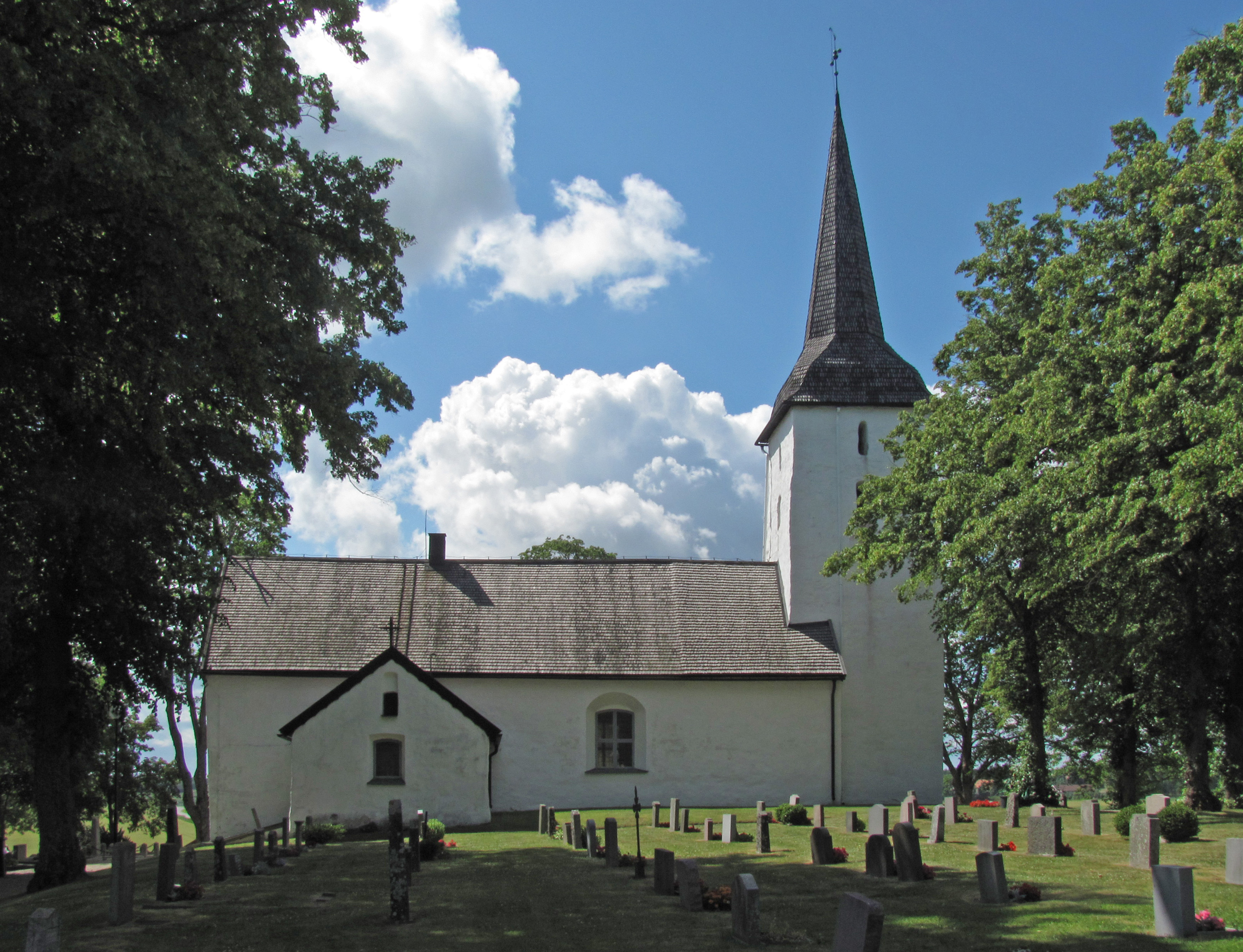
Vallby kyrka från norr
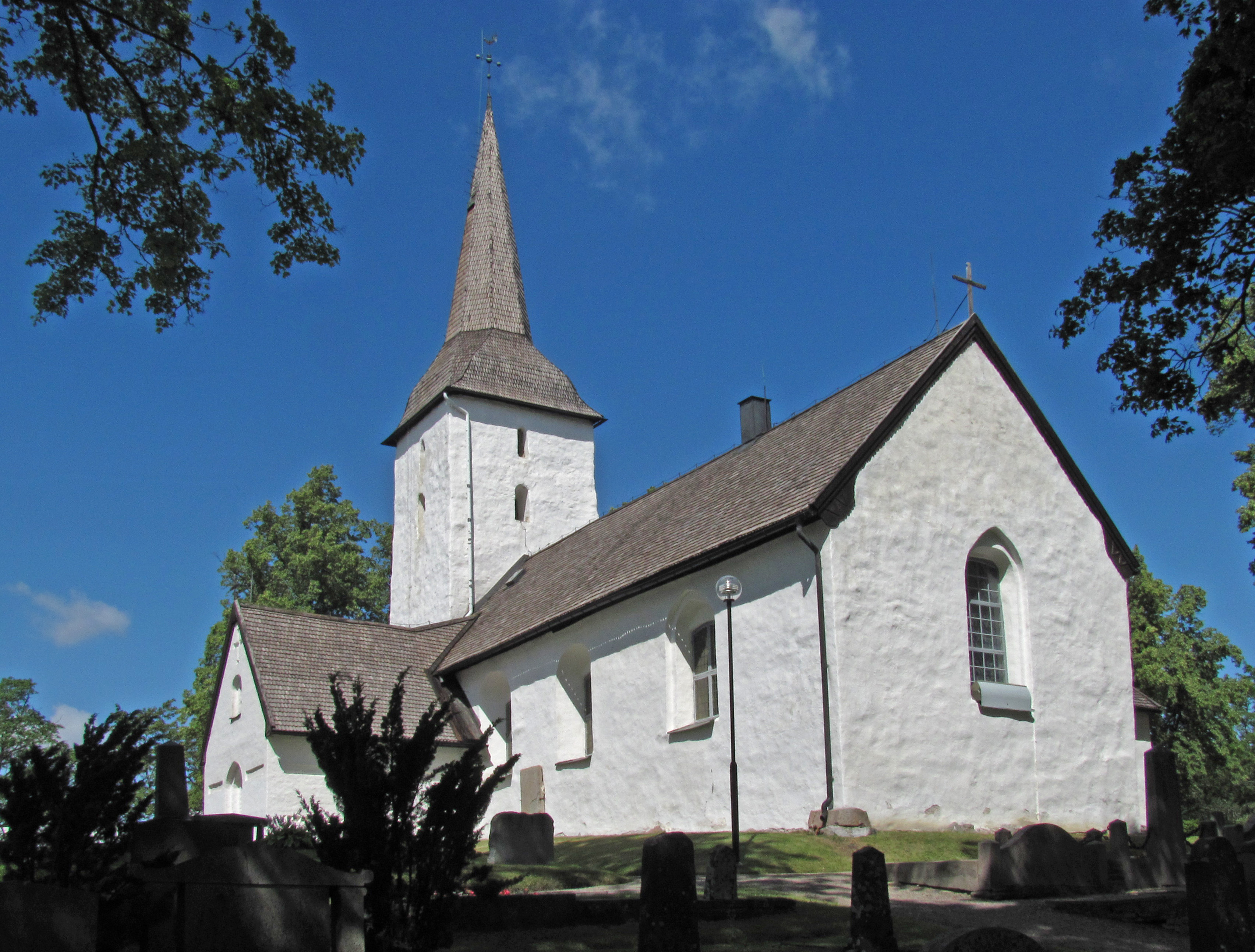
Vallby kyrka från sydost
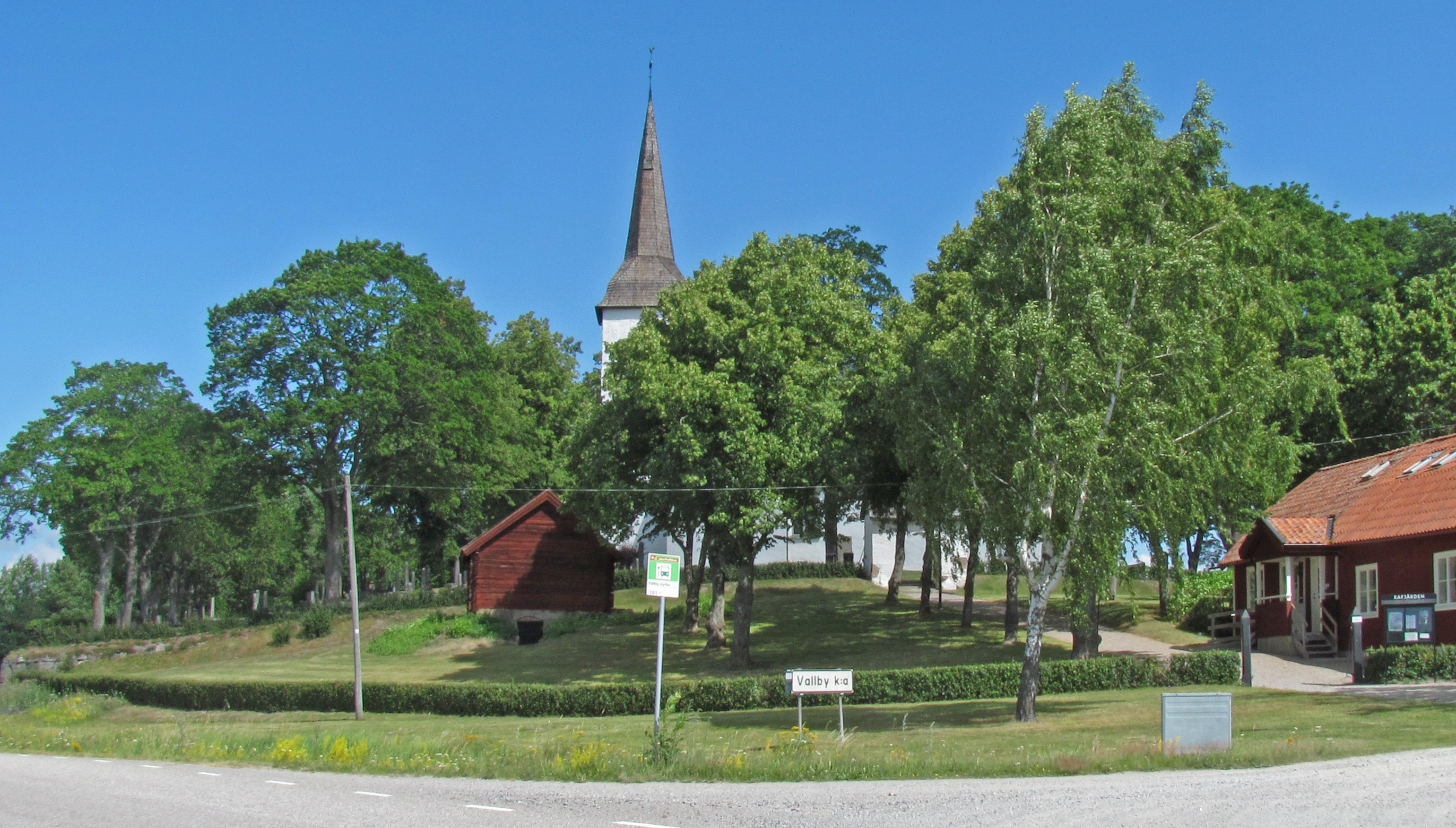
Vallby kyrkas läge på en grusås